# 뱅가드 (로켓)
뱅가드(Vanguard)는 원래 미국 최초의 인공위성 발사체로 개발이 추진된 로켓이다. 그러나 1957년 10월 4일 소련이 세계 최초의 인공위성 스푸트니크 1호의 발사에 성공하자, 미국은 엄청난 충격에 빠지게 되었고, 2개월 후에 뱅가드 TV-3이 발사에 실패하자 계획이 급히 변경되었다.
미국 최초의 인공위성 발사체로 계획된 3단 액체로켓 뱅가드 TV-3은 무게 1.36 kg의 TV3 인공위성을 싣고서 1957년 12월 6일 케이프커내버럴 공군기지에서 발사되었으나, 실패했다. 엔진이 점화되자마자 2초 후에 꺼졌다.
1958년 1월 31일 주노 I으로 미국 최초의 인공위성 익스플로러 1호를 발사했다. 원래는 뱅가드 로켓이 미국 최초의 인공위성 발사체가 될 것이었으나, 주노 I에게 자리를 양보하고, 2번째가 되었다.

## 같이 보기
- 스카웃 (로켓)